# PAQR7
PAQR7 (англ. Progestin and adipoQ receptor family member 7) – білок, який кодується однойменним геном, розташованим у людей на короткому плечі 1-ї хромосоми.  Довжина поліпептидного ланцюга білка становить 346 амінокислот, а молекулярна маса — 39 719.
| 10         |  | 20         |  | 30         |  | 40         |  | 50         |
| ---------- |  | ---------- |  | ---------- |  | ---------- |  | ---------- |
| MAMAQKLSHL |  | LPSLRQVIQE |  | PQLSLQPEPV |  | FTVDRAEVPP |  | LFWKPYIYAG |
| YRPLHQTWRF |  | YFRTLFQQHN |  | EAVNVWTHLL |  | AALVLLLRLA |  | LFVETVDFWG |
| DPHALPLFII |  | VLASFTYLSF |  | SALAHLLQAK |  | SEFWHYSFFF |  | LDYVGVAVYQ |
| FGSALAHFYY |  | AIEPAWHAQV |  | QAVFLPMAAF |  | LAWLSCIGSC |  | YNKYIQKPGL |
| LGRTCQEVPS |  | VLAYALDISP |  | VVHRIFVSSD |  | PTTDDPALLY |  | HKCQVVFFLL |
| AAAFFSTFMP |  | ERWFPGSCHV |  | FGQGHQLFHI |  | FLVLCTLAQL |  | EAVALDYEAR |
| RPIYEPLHTH |  | WPHNFSGLFL |  | LTVGSSILTA |  | FLLSQLVQRK |  | LDQKTK     |

A: Аланін

C: Цистеїн

D: Аспарагінова кислота

E: Глутамінова кислота

F: Фенілаланін

G: Гліцин

H: Гістидин

I: Ізолейцин

K: Лізин

L: Лейцин

M: Метіонін

N: Аспарагін

P: Пролін

Q: Глутамін

R: Аргінін

S: Серин

T: Треонін

V: Валін

W: Триптофан

Кодований геном білок за функціями належить до рецепторів, білків розвитку. 
Задіяний у таких біологічних процесах як диференціація, поліморфізм. 
Білок має сайт для зв'язування з ліпідами, стероїдами. 
Локалізований у клітинній мембрані, мембрані.